# Processus progressivement mesurable
 (21 juin 2019).
Le contenu est difficilement compréhensible vu les erreurs de traduction, qui sont peut-être dues à l'utilisation d'un logiciel de traduction automatique.
En mathématiques, un processus progressivement mesurable est un type de processus stochastique. Ce type de processus permet de démontrer qu'un processus arrêté est mesurable.

## Définition
Soient 
- {\displaystyle (\Omega ,{\mathcal {F}},\mathbb {P} )} un espace de probabilité ;
- {\displaystyle (\mathbb {X} ,{\mathcal {A}})} un espace mesurable, l'espace d'états ;
- {\displaystyle \{{\mathcal {F}}_{t}\mid t\geq 0\}} une filtration de la σ-algèbre {\displaystyle {\mathcal {F}}};
- {\displaystyle X:[0,\infty )\times \Omega \to \mathbb {X} } un processus stochastique (l'ensemble des indices pourrait être {\displaystyle [0,T]} ou {\displaystyle \mathbb {N} _{0}} au lieu de {\displaystyle [0,\infty )})
- {\displaystyle {\mathcal {B}}([0,t])} la σ-algèbre de Borel sur {\displaystyle [0,t]}.

Le processus {\displaystyle X} est dit progressivement mesurable si, pour chaque {\displaystyle t}, l'application {\displaystyle [0,t]\times \Omega \to \mathbb {X} } définie par {\displaystyle (s,\omega )\mapsto X_{s}(\omega )} est {\displaystyle {\mathcal {B}}([0,t])\otimes {\mathcal {F}}_{t}} - mesurable. Cela implique que {\displaystyle X} est {\displaystyle {\mathcal {F}}_{t}} - adapté.